# Holomorph einer Gruppe
In der Mathematik, speziell in der Gruppentheorie, ist der Holomorph einer Gruppe G eine bestimmte mit {\displaystyle \operatorname {Hol} (G)} bezeichnete Gruppe, die sowohl die Gruppe G als auch ihre Automorphismengruppe enthält, oder zumindest Kopien dieser beiden Gruppen. Der Holomorph gestattet es, die Umkehrungen gewisser Sätze über vollständige Gruppen und charakteristisch einfache Gruppen zu zeigen. Es gibt zwei Versionen, einmal als semidirektes Produkt und einmal als Permutationsgruppe. In der deutschsprachigen Literatur war früher auch die Bezeichnung „Holomorphie einer Gruppe“ üblich.
Der englische Begriff holomorph zur Bezeichnung der hier vorgestellten Konstruktion wurde 1897 von William Burnside eingeführt. Allerdings erscheint er auch schon früher bei anderen Autoren.

## Hol(G) als semidirektes Produkt
Bezeichnet {\displaystyle \operatorname {Aut} (G)} die Automorphismengruppe der Gruppe {\displaystyle G}, so setzt man
{\displaystyle \operatorname {Hol} (G)=G\rtimes \operatorname {Aut} (G),}
wobei das (externe) semidirekte Produkt zur natürlichen Operation von {\displaystyle \operatorname {Aut} (G)} auf G gehört.
Damit hat {\displaystyle \operatorname {Hol} (G)} das kartesische Produkt aus G und {\displaystyle \operatorname {Aut} (G)} als unterliegende Menge und die Gruppenoperation ist durch
{\displaystyle (g,\alpha )(h,\beta )=(g\alpha (h),\alpha \beta )}
definiert.

## Hol(G) als Permutationsgruppe
Eine Gruppe G operiert (von links) auf natürliche Weise auf sich selbst, genauer auf ihrer unterliegenden Menge, mittels Multiplikation von links und Multiplikation von rechts.
Die Multiplikation von links gehört zum Homomorphismus
{\displaystyle \lambda \colon G\rightarrow S_{G},\,g\mapsto \lambda _{g}\colon h\mapsto gh}
von {\displaystyle G} nach {\displaystyle S_{G}}, wobei die symmetrische Gruppe {\displaystyle S_{G}} mit der Gruppenverknüpfung {\displaystyle (f,g)\mapsto f\circ g\colon x\mapsto f(g(x))} ausgestattet ist.
Die Multiplikation von rechts gehört zum Homomorphismus
{\displaystyle \rho \colon G\rightarrow S_{G},\,g\mapsto \rho _{g}\colon h\mapsto hg^{-1}.}
Bei dieser zweiten Operation muss man g invertieren, um eine Linksoperation zu erhalten, das heißt einen Homomorphismus {\displaystyle G\rightarrow S_{G}}, wie wir ihn definiert haben.
Diese beiden Homomorphismen sind injektiv und definieren daher Isomorphismen von G auf Untergruppen {\displaystyle \lambda (G)} bzw. {\displaystyle \rho (G)} von {\displaystyle S_{G}} (wie im Satz von Cayley). Für ein gegebenes g wird die Permutation {\displaystyle \lambda _{g}\colon x\mapsto gx} von G oft „die Translation von links mit g“ genannt.
Wir definieren nun {\displaystyle \operatorname {Hol} (G)} als die von {\displaystyle \lambda (G)} und {\displaystyle \operatorname {Aut} (G)} erzeugte Untergruppe von {\displaystyle S_{G}}. Leicht zeigt man, dass für ein Element {\displaystyle \sigma \in \mathrm {Aut} (G)}
{\displaystyle (1)\qquad \sigma \circ \lambda _{g}\circ \sigma ^{-1}=\lambda _{\sigma (g)}}
gilt, das heißt, {\displaystyle \operatorname {Aut} (G)} normalisiert {\displaystyle \lambda (G)}.
Da {\displaystyle \lambda (G)} und {\displaystyle \operatorname {Aut} (G)} zusammen {\displaystyle \operatorname {Hol} (G)} erzeugen, ist {\displaystyle \lambda (G)} ein Normalteiler in {\displaystyle \operatorname {Hol} (G)}. Genauso kann man zeigen, dass {\displaystyle \operatorname {Hol} (G)} der Normalisator von {\displaystyle \lambda (G)} in {\displaystyle S_{G}} ist.
Darüber hinaus hat man {\displaystyle \lambda (G)\cap \operatorname {Aut} (G)=1}, denn eine Translation, die ein Automorphismus ist, bildet 1 auf 1 ab. Also ist {\displaystyle \operatorname {Hol} (G)} das (interne) semidirekte Produkt aus {\displaystyle \lambda (G)} und {\displaystyle \operatorname {Aut} (G)}. Dann folgt aus der Gleichung (1), dass die Abbildung {\displaystyle (g,\sigma )\mapsto \lambda _{g}\circ \sigma } einen Isomorphismus zwischen dem externen semidirekten Produkt {\displaystyle G\rtimes \operatorname {Aut} (G)} (mit der natürlichen Operation von {\displaystyle \operatorname {Aut} (G)} auf G) und dem Holomorph {\displaystyle \operatorname {Hol} (G)} definiert. Die zwei hier gegebenen Definitionen von {\displaystyle \operatorname {Hol} (G)} führen also zu isomorphen Gruppen.
Leicht zeigt man, dass als Permutationsgruppe {\displaystyle \operatorname {Hol} (G)} auch die von {\displaystyle \rho (G)} und {\displaystyle \operatorname {Aut} (G)} erzeugte Untergruppe in {\displaystyle S_{G}} ist. (Beachte {\displaystyle \rho _{g}=\lambda _{g^{-1}}\circ \gamma _{g}}, wobei {\displaystyle \gamma _{g}} den inneren Automorphismus {\displaystyle x\mapsto gxg^{-1}} bezeichnet.)
Da {\displaystyle g\mapsto \lambda _{g}} einen Isomorphismus von G auf {\displaystyle \lambda (G)} definiert, hat jeder Automorphismus auf {\displaystyle \lambda (G)} die Form {\displaystyle \lambda _{g}\mapsto \lambda _{\sigma (g)}} für einen Automorphismus {\displaystyle \sigma } von G. Dann zeigt obige Relation (1):
- Jeder Automorphismus von {\displaystyle \lambda (G)} ist die Einschränkung eines inneren Automorphismus von {\displaystyle \operatorname {Hol} (G)}.

Da {\displaystyle \lambda (G)} isomorph zu G ist, ergibt sich:
- Jede Gruppe G kann in eine Gruppe H derart eingebettet werden, dass jeder Automorphismus von G die Einschränkung eines inneren Automorphismus von H ist.

Daraus folgt auch:
- Eine Untergruppe von {\displaystyle \lambda (G)} ist genau dann charakteristisch, wenn sie Normalteiler in {\displaystyle \operatorname {Hol} (G)} ist.

## Beispiele
- {\displaystyle \operatorname {Hol} (\mathbb {Z} _{3})\cong S_{3}}, wobei {\displaystyle S_{3}} die symmetrische Gruppe dritten Grades ist.[8]
- {\displaystyle \operatorname {Hol} (\mathbb {Z} )\cong D_{\infty }}, wobei {\displaystyle D_{\infty }} die unendliche Diedergruppe ist.[9]

## Anwendungen des Holomorphs
- Eine Gruppe heißt vollständig, wenn ihr Zentrum nur aus dem neutralen Element besteht und alle ihre Automorphismen innere sind. Man beweist: Wenn eine vollständige Untergruppe G Normalteiler einer Gruppe H ist, dann ist sie sogar ein direkter Faktor von H.[10] Umgekehrt kann man zeigen, dass eine Gruppe vollständig ist, wenn sie direkter Faktor in jeder Gruppe ist, in der sie als Normalteiler enthalten ist.[6] Dazu verwendet man die Tatsache, dass unter den gegebenen Voraussetzungen {\displaystyle \lambda (G)} ein direkter Faktor des Holomorphs {\displaystyle \operatorname {Hol} (G)} ist.
- Man nennt eine Gruppe charakteristisch einfach, wenn die einzigen charakteristischen Untergruppen die triviale Untergruppe und die Gruppe selbst sind. Leicht zeigt man, dass alle minimalen Normalteiler einer Gruppe charakteristisch einfach sind. Umgekehrt kann man zeigen, dass jede nichttriviale charakteristisch einfache Gruppe so in eine andere Gruppe eingebettet werden kann, dass sie dort minimaler Normalteiler ist. Da G und {\displaystyle \lambda (G)} isomorph sind, genügt es zu zeigen, dass {\displaystyle \lambda (G)} minimaler Normalteiler im Holomorph {\displaystyle \operatorname {Hol} (G)} ist. Das ergibt sich leicht aus der oben genannten Tatsache, dass eine Untergruppe von {\displaystyle \lambda (G)} genau dann charakteristisch ist, wenn sie Normalteiler in {\displaystyle \operatorname {Hol} (G)} ist.